# Richard Riszdorfer
Richard Riszdorfer, född den 17 mars 1981 i Komárno, Slovakien, är en slovakisk kanotist.
Han tog OS-brons i K-4 1000 meter i samband med de olympiska kanottävlingarna 2004 i Aten.
Han tog därefter OS-silver i samma gren i samband med de olympiska kanottävlingarna 2008 i Peking.